# Liste der Biografien/Stej
Liste der Biografien |
Portal Biografien |
Personensuche
# |
A |
B |
C |
D |
E |
F |
G |
H |
I |
J |
K |
L |
M |
N |
O |
P |
Q |
R |
S |
T |
U |
V |
W |
X |
Y |
Z |
?
 
Sa |
Sb |
Sc |
Sd |
Se |
Sf |
Sg |
Sh |
Si |
Sj |
Sk |
Sl |
Sm |
Sn |
So |
Sp |
Sq |
Sr |
Ss |
St |
Su |
Sv |
Sw |
Sy |
Sz
 
Sta |
Ste |
Sth |
Sti |
Stj |
Stl |
Sto |
Str |
Sts |
Stt |
Stu |
Stv |
Stw |
Sty
 
Stea |
Steb |
Stec |
Sted |
Stee |
Stef |
Steg |
Steh |
Stei |
Stej |
Stek |
Stel |
Stem |
Sten |
Steo |
Step |
Ster |
Stes |
Stet |
Steu |
Stev |
Stew |
Stey |
Stez
Die Liste der Biografien führt alle Personen auf, die in der deutschsprachigen Wikipedia einen Artikel haben. Dieses ist eine Teilliste mit 10 Einträgen von Personen, deren Namen mit den Buchstaben „Stej“ beginnt.

## Stej

### Stejn
- Stejnar, Emil (1897–1983), österreichischer Architekt
- Stejnar, Emil (* 1939), österreichischer Astrologe und Autor
- Stejneger, Leonhard Hess (1851–1943), US-amerikanischer Zoologe norwegischer Herkunft

### Stejs
- Stejskal, Adam (* 2002), tschechischer Fußballspieler
- Stejskal, Elfie (* 1948), österreichische Abenteuerin und Buchautorin
- Stejskal, Franz von (1829–1898), österreichischer Polizeipräsident in Wien
- Stejskal, Jan (1933–2013), tschechoslowakischer Ökonom und Minister
- Stejskal, Jan (* 1962), tschechischer Fußballtorhüter und -trainer
- Stejskal, Margot (* 1947), deutsche Opernsängerin (Sopran)
- Stejskal, Martin (* 1944), tschechischer Maler, Grafiker und Publizist